# Ишкинин, Руслан Камильевич
Русла́н Ками́льевич Ишки́нин (14 июня 1974, Москва) — российский футболист, полузащитник.

## Карьера
Начинал карьеру в московском «Динамо». В 1992 году выступал за «Динамо-2» во второй лиге. С 1992 по 1994 год играл за клуб «Орехово». В составе орехово-зуевцев во второй и третьей лигах и кубке России провёл 56 матчей и забил 7 мячей. В 1995 вернулся в «Динамо». 19 апреля сыграл свой первый матч за «бело-голубых». В 1/4 финала Кубка России, во встрече против московского «Локомотива», вышел на замену на 50-й минуте вместо Александра Точилина. Также сыграл 1 матч в чемпионате России: 17 июня в матче 11-го тура против «Динамо-Газовика» вышел на замену на 88-й минуте вместо Точилина. Играл за динамовский «дубль» в третьей лиге. В 1996 году ушёл в подмосковный «Сатурн» — команду первой лиги. В 1997 году выступал за воскресенский «Гигант» в первенстве КФК. После того, как клуб объединился с «Коломной», стал играть за эту команду. Всего в первенстве и кубке провёл 159 матча и забил 28 голов.

## Достижения
«Динамо»
- Обладатель Кубка России: 1994/95